# Colostygia cuneigera
Colostygia cuneigera är en fjärilsart som beskrevs av Balfour 1917. Colostygia cuneigera ingår i släktet Colostygia och familjen mätare. Inga underarter finns listade i Catalogue of Life.